# Focolari
Focolari (z wł. focolare – ognisko) – katolicki ruch religijny założony w 1943 roku w Trydencie, we Włoszech, przez Chiarę Lubich. Nazwa oficjalna ruchu to „Dzieło Maryi”.

## Geneza i charakterystyka
Aprobata Stolicy Apostolskiej została udzielona w 1962 roku, a wraz z dalszym rozwojem, w 1990 roku. Genezą powstania ruchu były działania mające na celu zapobieganie zaburzeniom rozwojowym u dzieci i młodzieży, w szczególności zaś tym, które dotyczą sfery społecznej i emocjonalnej. Ruch podjęto w ramach chrześcijańskich działań formacyjnych. Przyjęte przez organizację założenia dotyczące transcendencji człowieka i relacji międzyludzkich, a także stosunku do świata, ukazać mają młodym ludziom, że każdy życiowy problem generuje pozytywne aspekty. Źródłem założeń jest charyzma i doświadczenie religijne, jednak formacja realizowana przez wspólnoty nie ogranicza się tylko do zagadnień związanych z wiarą chrześcijańską. Obejmuje też inne obszary życia dzieci i młodzieży. Kształtuje m.in. praktyczne umiejętności pokonywania trudności życiowych. Pomysły edukacyjne ruchu znajdują zastosowanie w różnych kulturach. Organizacja jest obecna w 182 krajach i liczy ponad 5 mln członków.

## Wyróżnienia
Ruch otrzymał następujące wyróżnienia:
- Nagroda Templetona,
- Nagroda UNESCO dla Edukacji Pokojowej,
- Nagroda Praw Człowieka przyznana przez Radę Europy[1].